# Upplands runinskrifter 211
Upplands runinskrifter 211, med signum U 211, är en runsten i Örsta vid Angarnsjöängen i Angarns socken och Vallentuna kommun i Uppland.

## Stenen
Stenen är daterad till 1000-talet. Den påträffades 1872 av Richard Dybeck, som fann den i två delar, liggande som "trampstenar" utanför ett fähus. 1904 undersöktes den av Erik Brate, som tolkade skriften och fick gårdens arrendator att flytta den till en säkrare plats vid en berghäll i närheten. Trots detta kom stenbitarna ändå att användas som byggnadsmaterial när en lada byggdes om på 1920-talet.
Gården förvärvades 1973 av Stockholms kommun och när ladan revs återfanns de två brottstyckena. Nu står stenen lagad och imålad cirka femton meter syd-sydväst om Örsta Norrgårds södra boningshus. Materialet är rosa granit och höjden är 140 cm, bredden 72 cm och tjockleken 28 cm. Runornas höjd är 6-7 cm. Ett drygt 30 cm brett parti på stenens högra del saknas.
Den från runor translittererade inskriften lyder enligt nedan:

## Inskriften
Translitterering av runraden:
iufriþ · let · stain · hkua · eftʀ · sbie... ...ta · sin ·
Normalisering till runsvenska:
Iofriðr let stæin haggva æftiʀ Spia[lla](?), [boan]da sinn.
Översättning till nusvenska:
Jofrid lät hugga stenen efter Spjälle(?), sin man.